# 킹덤 (미니시리즈)
킹덤(Riget, The Kingdom)은 덴마크에서 제작된 라스 폰 트리에 감독의 1994년 공포 영화 TV 시리즈이다. 오토 브랜덴버그 등이 주연으로 출연하였고 필립 보버 등이 제작에 참여하였다. 젯 레만이 미술 부문을 맡았다.
1994년 처음 만들어진 뒤 다른 그룹의 4개 에피소드로 구성된 1997년 킹덤 2(Riget II)가 공개되었다.

## 출연

### 주연
- 오토 브랜덴버그

### 조연
- 언스트-휴고 재어거드
- 우도 키에르
- 기타 노비
- 바드 오베
- 소렌 필마르크
- 솔브요르그 호이펠트
- 고든 케네디

## 수상
- 보딜상 - Best Actor (Ernst-Hugo Järegård), Best Actress (Kirsten Rolffes), Best Supporting Actor (Holger Juul Hansen), Best Film (Lars Von Trier)
- 제30회 카를로비바리 국제 영화제 - 감독상, 배우상
- 로베르트상 - Best Actor (Ernst-Hugo Järegård), Best Actress (Kirsten Rolffes), Best Cinematography (Eric Kress), Best Original Score (Joachim Holbek), Best Screenplay (Lars von Trier, Niels Vørsel), Best Sound (Per Streit)
- 시애틀 국제 영화제 - Golden Space Needle Award for Best Film
- 그림메상 - Series/Miniseries (Lars von Trier)